# Вишня Олька
Вишня Олька або Гуменська Олька (словац. Vyšná Oľka) — частина села Олька, до 1944 року самостійне село в Словаччині, на території теперішнього Меджилабірського округу Пряшівського краю. Розташоване в північно-східній частині Словаччини, у Низьких Бескидах в долині потока Олька.
Уперше згадується у 1408 році як Елке, у 1430 році як Лика.

## Населення
У 1880 році в селі проживала 231 особа, з них 196 вказало рідну мову русинську, 16 словацьку, 8 угорську, 2 були чужинці а 9 німих. Релігійний склад: 187 греко-католиків, 12 римо-католиків, 31 юдеїв, 1 протестант.
У 1910 році в селі проживало 325 осіб, з них 278 вказало рідну мову русинську, 23 німецьку, 4 угорську, 20 іншу. Релігійний склад: 285 греко-католиків, 27 юдеїв, 13 римо-католиків.